# Armenische Fußballnationalmannschaft (U-17-Junioren)
Die armenische Fußballnationalmannschaft der U-17-Junioren ist die Auswahl armenischer Fußballspieler der Altersklasse U-17. Sie repräsentiert den armenischen Fußballverband auf internationaler Ebene, beispielsweise in Freundschaftsspielen gegen die Auswahlmannschaften anderer nationaler Verbände, aber auch bei der Qualifikation zu internationalen Turnieren wie der Europameisterschaft bzw. der Weltmeisterschaft. Nach Aufnahme des armenischen Verbandes in die FIFA 1992 tritt seit Mitte der 1990er die Juniorenauswahl zu offiziellen Länderspielen an. Bis dato gelang keine Qualifikation für die entsprechenden Endrunden. Vor einer Umstellung der Altersklassen nahm dabei bis 2001 die armenische U-16-Nationalmannschaft an der Qualifikation zu den Europameisterschaftswettbewerben teil.  

## Teilnahme an U-17-Europameisterschaften
| 2002 | nicht qualifiziert |
| 2003 | nicht qualifiziert |
| 2004 | nicht qualifiziert |
| 2005 | nicht qualifiziert |
| 2006 | nicht qualifiziert |
| 2007 | nicht qualifiziert |
| 2008 | nicht qualifiziert |
| 2009 | nicht qualifiziert |
| 2010 | nicht qualifiziert |
| 2011 | nicht qualifiziert |
| 2012 | nicht qualifiziert |
| 2013 | nicht qualifiziert |
| 2014 | nicht qualifiziert |
| 2015 | nicht qualifiziert |
| 2016 | nicht qualifiziert |
| 2017 | nicht qualifiziert |
| 2018 | nicht qualifiziert |
| 2019 | nicht qualifiziert |
| 2022 | nicht qualifiziert |
| 2023 | nicht qualifiziert |
| 2024 | nicht qualifiziert |

## Teilnahme an U-17-Weltmeisterschaften
| 1993 | nicht teilgenommen |
| 1995 | nicht qualifiziert |
| 1997 | nicht qualifiziert |
| 1999 | nicht qualifiziert |
| 2001 | nicht qualifiziert |
| 2003 | nicht qualifiziert |
| 2005 | nicht qualifiziert |
| 2007 | nicht qualifiziert |
| 2009 | nicht qualifiziert |
| 2011 | nicht qualifiziert |
| 2013 | nicht qualifiziert |
| 2015 | nicht qualifiziert |
| 2017 | nicht qualifiziert |
| 2019 | nicht qualifiziert |
| 2023 | nicht qualifiziert |